# Sepp Aman
Sepp Aman (* 2. Dezember 1870 in Düns; † 17. April 1957 in Graz) war ein österreichischer Wanderlehrer und Abgeordneter (Landbund für Österreich).

## Leben
Bevor er in die Politik wechselte, war er als Wanderlehrer tätig. Vom 11. Oktober 1922 bis zum 1. Oktober 1930 war er während der I., II. und III. Gesetzgebungsperiode Abgeordneter im Nationalrat – zunächst ohne Klubangehörigkeit und ab November 1923 für den Landbund für Österreich. Aman war Mitglied des Vollzugsausschusses des Landbundes für Österreich.